# Rolling Hills Estates
Rolling Hills Estates je město (city) v okrese Los Angeles County ve státě Kalifornie ve Spojených státech amerických. Žije zde přibližně 8 300 obyvatel a je tvořené především rezidenčními oblastmi. Město se nachází na poloostrově Palos Verdes v oblasti stejnojmenného pohoří, v jižní části okresu, 32 kilometrů jihojihozápadně od centra Los Angeles, a je součástí metropolitní oblasti Velké Los Angeles. Sousedí s městy Palos Verdes Estates, Torrance, Lomita, Rancho Palos Verdes a Rolling Hills.
Zástavba v této části pohoří Palos Verdes, v těsném sousedství usedlostí Rolling Hills, začala vznikat někdy po roce 1940. Městská samospráva byla zřízena v roce 1957.